# Film storico

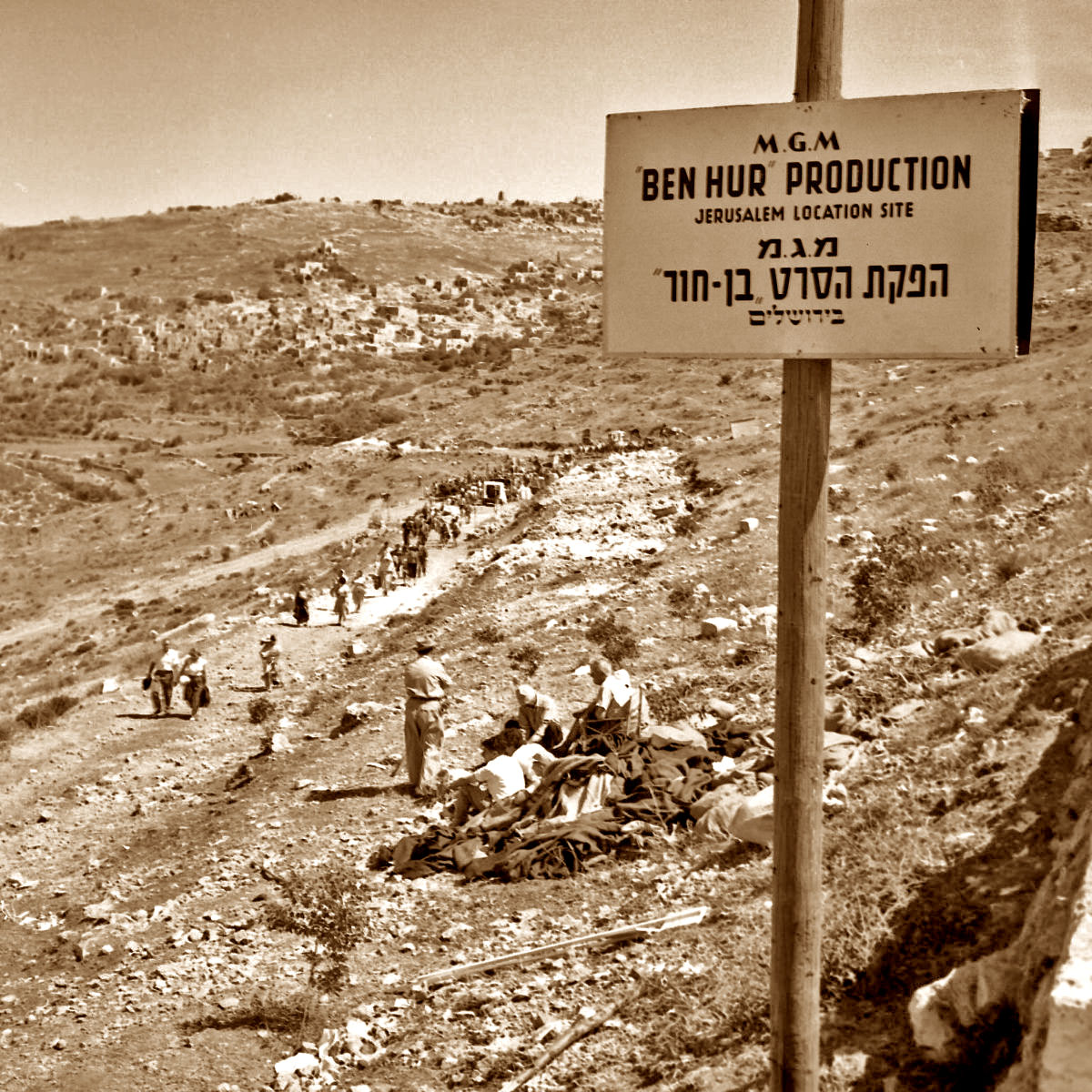
Ben-Hur (film del 1959) è un classico film storico

Un film storico è un film in costume che tratta vicende reali, veramente o almeno verosimilmente avvenute nel passato e comunque ambientate in un preciso contesto storico, ricostruito nei dettagli in modo da apparire credibile allo spettatore. Tale genere conferisce alla ricostruzione dell'ambientazione storica un'importanza notevole.
Spesso si tratta di avvenimenti storici, realmente avvenuti, ma reinterpretati ("romanzati") per esigenze di copione. Per elaborare il soggetto sono a volte usati testi che narrano le gesta di antichi popoli (mitologia e poemi epici), oppure romanzi celebri ambientati nel passato (es. Via col vento, Ben-Hur). Se viceversa l'aderenza storica è assai ricercata e i toni con cui gli avvenimenti sono espressi si presentano come "neutrali", eliminando o mettendo in secondo piano la drammatizzazione e privilegiando la descrizione storica, è più consono parlare di documentario storico.

## Ambientazioni storiche
Nel primo genere di film, in cui si narrano vicende di fantasia all'interno di un'ambientazione storica, l'aderenza con la realtà degli avvenimenti può essere molto labile e costituire solo un pretesto per mostrare con le immagini eventi, fatti, cronache e vite vissute nel recente passato o in un passato remoto. I fatti possono essere disastri naturali: ad esempio glaciazioni, terremoti, inondazioni ecc., o eventi creati dall'uomo: battaglie, guerre, cambiamenti sociali e culturali (es.: rivoluzione francese, rivoluzione industriale) oppure ancora grandi conquiste per l'umanità, come scoperte scientifiche o geografiche, sino ad avvenimenti di tipo sportivo.
Il film storico può essere incentrato su una sola persona oppure su un gruppo di persone. Nel primo caso, se si tratta del racconto della sua vita è una biografia, che può essere più o meno romanzata, e si parla di film biografico (es. Lawrence d'Arabia, Ludwig).
Se l'ambientazione è una guerra moderna, si parla più in specifico di film bellico o di guerra (es. Il giorno più lungo).

## Film in costume
Per le pellicole ambientate in determinati periodi storici descritti in modo sommario e stereotipato, dove l'elemento storico appare solo un suggestivo pretesto, più che di film storici si preferisce parlare di film in costume (sul mercato cinematografico anglosassone definiti costume drama); un esempio sono i film sui pirati o quelli di cappa e spada.

## Documentario storico
Nel caso invece del documentario, l'argomento ha, o dovrebbe avere, struttura sobria ed essere trattato con il supporto di immagini di repertorio (rigorosamente reali), presentare testimonianze dirette o indirette e ricostruzioni accurate basate sugli studi di storici ed archeologi.

## Film religiosi e biblici
Un genere a parte è costituito dai film a sfondo religioso, spesso basati sulle Sacre scritture, come il filone biblico che ha avuto notevole fortuna soprattutto nella prima metà del Novecento.

## Generi e filoni affini
- Film biografico (esempi)
- Film catastrofico (esempi)
- Film documentario (esempi)
- Film di gangster (esempi)
- Film di guerra o bellico (esempi)
- Film epico
- Film in costume
  - Film di cappa e spada
  - Peplum
- Film religioso (esempi)
  - Film biblico (esempi)
- Film western (esempi)